# Ленц, Иоганн Рейнгольд фон
Иоганн Рейнгольд фон Ленц (1778—1854) — прибалтийский актёр и писатель

.

## Биография
Иоганн Рейнгольд фон Ленц родился 14 ноября 1778 года в городе Пернове (ныне Пярну); внук священнослужителя Христиана Давида Ленца, племянник поэта Якоба Михаэля Рейнхольда Ленца. Первоначальное образование получил в доме родителей и бабушки, проживавшей на острове Эзель (ныне Сааремаа). Затем пробыл два года в закрытом учебном заведении близ Риги, откуда перешёл в младшие классы местного лицея, а для окончания образования был отправлен родными в Кёнигсберг, в Collegium Fridericianum. 
Вернувшись в Российскую империю, Ленц поступил в конную гвардию Русской императорской армии, куда был зачислен с детства, но после смерти императрицы Екатерины Алексеевны в 1796 году, вследствие перемен, происшедших в гвардии, он покинул военную службу и последовал своему старому влечению к Мельпомене. Он дебютировал на немецкой сцене в Санкт-Петербурге с большим успехом под именем Кюне (нем. Kühne), затем отправился за границу и удачно подвизался на различных сценах в Кенигсберге, Бреславле и других городах снискав себе известность талантливого артиста. 
В 1823 году Ленц получил постоянный ангажемент при Гамбургском городском театре, где драматические способности его получили наибольшее развитие. С 1827 года он состоял одним из режиссёров Гамбургского театра. Под конец жизни, удрученный разрывом со своей женой, Иоганн Рейнгольд фон Ленц вернулся на родину, где и провел последние годы; он скончался 7 февраля 1854 года в Риге.
У современников Ленц был известен не только как актер, но и как автор драматических произведений. Ему принадлежат два сборника пьес, составленных по романам Вальтера Скотта, и два сборника комедий (Майнц, 1835 г.). Кроме того, отдельно напечатаны были: трагедия в пяти действиях «Die Flucht nach Kenieworth» (Майнц, 1825); пьеса в 3-х действиях «Das Gecriht der Templer» (Майнц, 1825); комедия в 1-м действии (перевод с французского) «Vier Treppen hoch» (Рига, 1825) и новелла (переделка с английского) «Das Haus аm Seetrande» (Гамбург, 1834).